# Michelle Ang
Michelle Ang, född 17 oktober 1983, är en nyzeeländsk skådespelare.
Hon medverkar i The Tribe, där hon spelar Tai-San (säsong 1-4). Hon har också varit med och sjungit i The Tribe-cd:n Abe Messiah i ett antal låtar. 

## Filmografi (urval)
- 1997 - Young Entertainers - TV-serie som Super Trooper
- 1999 - The Tribe - TV-serie som Tai-San
- 2001 - Xena: Warrior Princess - episod 6.21. och 6.22. som Akemi
- 2002 - Neighbours - TV-serie som Lori Lee
- 2004 - Futile Attraction som Violet McKenzie
- 2013 – Top of the Lake (TV-serie) som Kimmie
- 2016 – Triple 9 som Trina Ling
- 2021 – Star Wars: Uslingarna (röst)